# Macrocyprina schmitti
Macrocyprina schmitti är en kräftdjursart som först beskrevs av Tressler 1949.  Macrocyprina schmitti ingår i släktet Macrocyprina och familjen Macrocyprididae. Inga underarter finns listade i Catalogue of Life.